# Còctel de cervesa
Un còctel de cervesa és una mescla de cervesa amb aiguardents, altres begudes alcohòliques o amb begudes sense alcohol. Els més populars són les mescles amb una llimonada.
El costum de mesclar cervesa amb llimonada és molt antic i serveix per a atenuar l'amargor i per a baixar la concentració d'alcohol. Des d'uns anys, també es venen barreges fetes. A la nova nomenclatura combinada de la Unió europea, una mescla de cervesa amb begudes sense alcohol cau a la categoria número 2206. Els còctels de cervesa formen un mercat que creix com que el sabor dolç sembla seduir als joves. Per la seva gradació d'alcohol baix, són molt menys perillosos que els alcopops controvertits. Les fàbriques de cervesa hi veuen una manera per a compensar la baixada del consum de la cervesa normal.
Cada país i cada regió té les seves denominacions particulars. Unes destacades són, entre moltes altres:

## Països Catalans
- Balears: xopet, tot i que ‘’shandy’’ en anglès va guanyant terreny.
- Camp de Tarragona i Ponent: xampú, probablement per l'escuma que produeix o bé una corrupció del mot anglès shandy.
- També es coneix per clara.

## Món
- Europa: diesel per a la mescla de cola i cervesa.
- Alemanya: al sud es parla més de Radler (=ciclista) i al nord d'Alsterwasser (= aigua del riu Alster)
- Bèlgica: gueuze-granadina, un típic per a suavitzar el gust àcid de la gueuze
- Espanya: clara, cervesa amb refresc carbonatat de llimona o gasosa.
- França: Panaché, que correspon a la clara catalana; Monaco, una clara amb xarop de granadina, Picon-bière o cervesa amb Picon®, un licor taronjat, en competició amb la variant amb vi blanc,
- Regne Unit: Lager shandy o shandy
- País Basc: pika, pica, lejia.